# Eustathios Rhomaios
Eustathios Rhomaios (mittelgriechisch Εὐστάθιος [ὁ] Ῥωμαῖος) war ein byzantinischer Richter im 10. und 11. Jahrhundert.
Eustathios, dem wegen seiner Kenntnisse in der („römischen“) Rechtswissenschaft der Beiname ὁ Ῥωμαῖος ‚der Römer‘ zugelegt wurde, lebte etwa von 960/62 bis 1033/35, durchlief in der byzantinischen Justizhierarchie zahlreiche Ämter vom einfachen Richter (λιτὸς κριτής) bis zum Magistros (μάγιστρος) und Drungarios tes viglas (δρουγγάριος τῆς βίγλας) und wurde dadurch nicht nur der oberste byzantinische Richter des früheren 11. Jahrhunderts, sondern darüber hinaus der berühmteste Jurist der gesamten mittelbyzantinischen Zeit. Zwar haben sich nur drei oder vier seiner Urteile im Wortlaut erhalten, doch sind in der Peira sehr viele Exzerpte aus seinen Entscheidungen überliefert. Sein hohes Ansehen führte dazu, dass ihm in spätbyzantinischer Zeit auch einige fremde Texte, insbesondere auch der Tractatus de creditis, zugeschrieben wurden.

## Edition
- G. A. Rhalles, M. Potles: Σύνταγμα τῶν θείων καὶ ἱερῶν κανόνων. Bd. V, Athen 1855, S. 341–353 und 32–36.
- Andreas Schminck: Vier eherechtliche Entscheidungen aus dem 11. Jahrhundert. In: Fontes minores. Bd. III, 1979, S. 224–232 und 240–246 (mit deutscher Übersetzung).